# Royal Republic

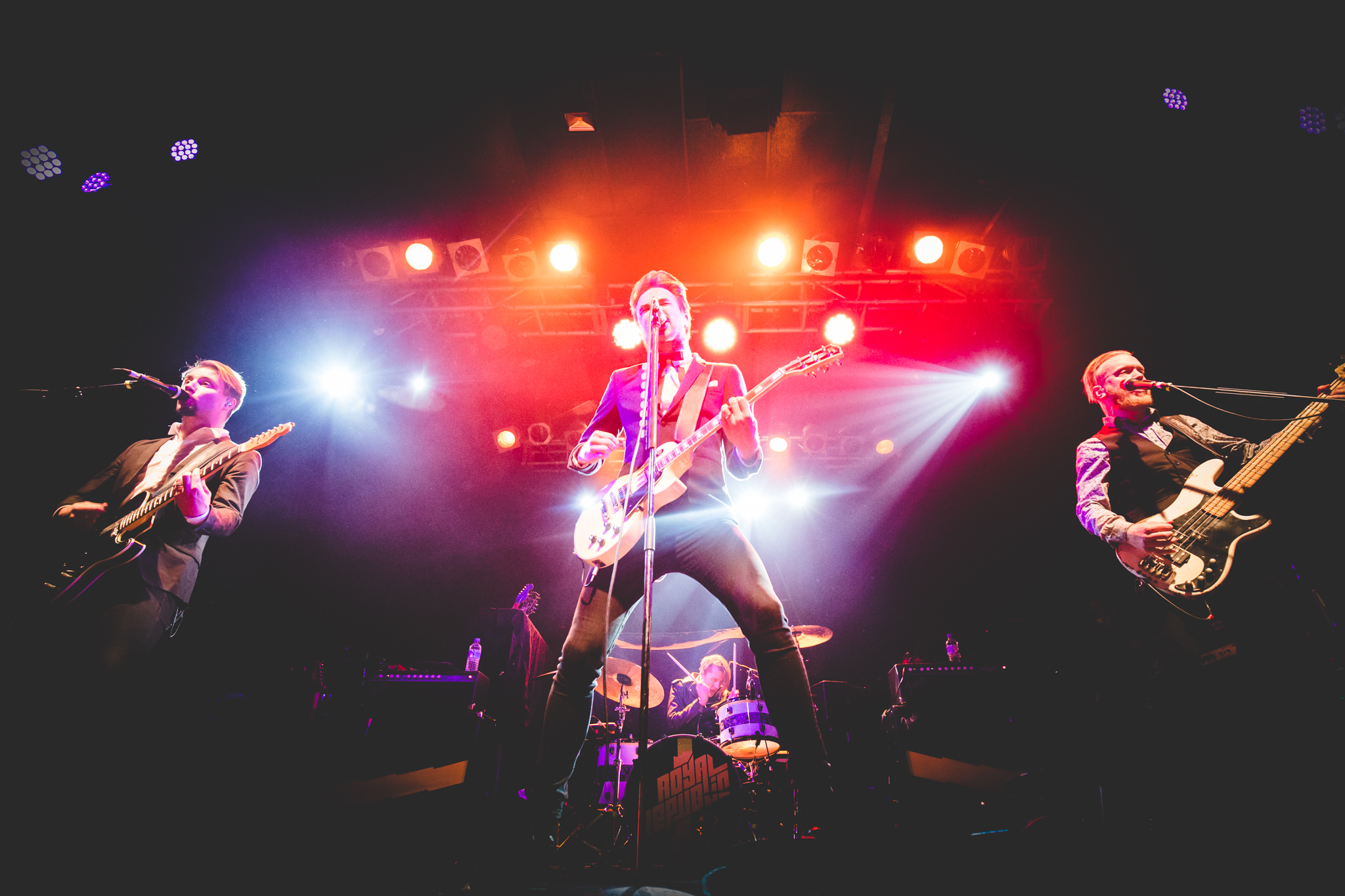
A banda Royal Republic tocando ao vivo

Royal Republic é uma banda sueca de Rock de Garagem formada em Malmö , no final de 2007. A banda é formada pelo guitarrista e vocalista Adam Grahn, o guitarrista Hannes Irengård, baixista  Jonas Almén e o baterista Per Andreasson. Eles ganharam diversas competições músicais na Suécia, incluindo Emergenza festival. Atualmente, eles são filiados a Bonnier Amigo Music Group, OnFire Registros e RoadRunner Records.
Seu primeiro álbum, "We are the Royal" foi gravado na Beach House Studios, em Malmö, na Suécia, com o produtor Anders Hallbäck. O álbum foi concluído em 2009 e foi mixado em ToyTown Estúdios em Estocolmo, Suécia, por Stefan Glaumann (Rammstein, Europa, Def Leppard). O álbum foi lançado na Suécia em fevereiro de 2010 e foi bem recebido por críticos, fãs e estações de rádio de rock. Seu segundo álbum, intitulado Save the Nation foi lançado em agosto de 2012. Os 3 primeiros singles de todos os atingiu o #1 no Bandit Rock's Most Wanted-list, e "Tommy Gun" foi #1 na MTV Rockchart.

## References
1. ↑  «Beach House Music». Beach House Music. Consultado em 27 de setembro de 2015
2. ↑  «Presenter till barn och vuxna». Toytown.se. Consultado em 27 de setembro de 2015